# Brasles
Brasles es una comuna francesa, situada en el departamento de Aisne, de la región de Alta Francia.

## Demografía
| 914 | 1 031 | 1 005 | 1 208 | 1 206 | 1 236 | 1 264 | 1 439 |
| Para los censos de 1962 a 1999 la población legal corresponde a la población sin duplicidades (Fuente: INSEE [Consultar]) |       |       |       |       |       |       |       |